# Banque de Tunisie
Ne doit pas être confondu avec Banque centrale de Tunisie.
La Banque de Tunisie (arabe : البنك التونسي) ou BT est une banque commerciale privée de Tunisie.
Fondée le 23 septembre 1884, elle est l'une des plus anciennes banques d'Afrique.

## Histoire
En 1948, la Banque de Tunisie absorbe la Banque italo-française de crédit et participe en 1951 à la liquidation de la Banca Italiano de Credito dont elle reprend, après l'indépendance, la plupart des agences. Première banque à être installée en Tunisie, elle reste longtemps le seul établissement de crédit bancaire et, pendant longtemps, la seule banque à disposer d'agences dans le pays. En 1963, la Banque de Tunisie ouvre son capital à la Société générale, le Crédit suisse et la Banca Nazionale del Lavoro. En 1968, la Banque de Tunisie rachète les agences tunisiennes de la Compagnie française de crédit et de banque.

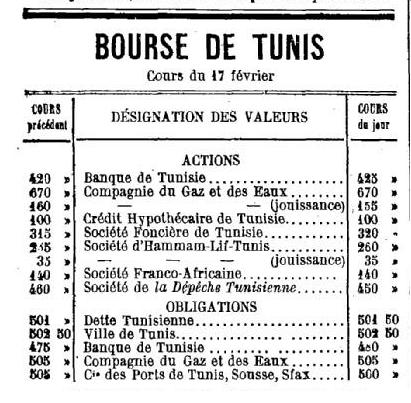
Cotation de la banque à la Bourse de Tunis dans La Dépêche tunisienne du 18 février 1897.
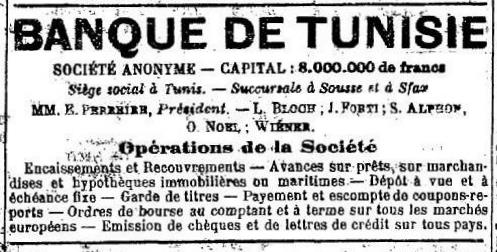
Publicité de la banque dans La Dépêche tunisienne du 9 juillet 1900.
Ancien logo de la banque.

## Actionnariat
Il s'agit d'une société anonyme dont le capital, au 31 décembre 2006, est détenu à 73,03 % par des actionnaires tunisiens et à 22,78 % par des actionnaires étrangers. La BT compte parmi ses actionnaires des banques étrangères de réputation internationale telle que la Banque fédérative Crédit mutuel (20 %) et la Banca Nazionale del Lavoro. Les 13 % du capital appartenant à Belhassen Trabelsi sont confisqués à la suite de la révolution et revendus à la Banque fédérative Crédit mutuel, qui devient détentrice de 33 % du capital. La Banque fédérative du crédit mutuel est l'actionnaire de référence de la Banque de Tunisie dont elle détient, depuis le 31 décembre 2013, 34,44 % du capital.
Toutefois, la banque est sous-capitalisée bien qu'elle dispose d'importants fonds propres. Elle dispose par ailleurs d'une assise financière solide et affiche les meilleurs indicateurs du secteur avec un taux de couverture des créances classées de 97 %.
En 1998, la Société générale cède sa participation dans le capital de la Banque de Tunisie essentiellement repris par des actionnaires locaux. Une part de 2 % est reprise par la filiale de l'Agence française de développement. Au 31 décembre 2008, le Crédit industriel et commercial vend sa participation à la Banque fédérale du crédit mutuel, sa maison mère.

## Direction
Après la révolution tunisienne de 2011, la PDG Alya Abdallah, épouse d'Abdelwahab Abdallah, conseiller du président déchu Ben Ali, ainsi que ses proches collaborateurs, sont interdits d'accès à leurs bureaux, la direction générale de la banque redoutant que ces derniers ne se livrent à des malversations financières au profit des anciens membres du régime.
Le 21 janvier 2011, la Banque de Tunisie est placée sous le contrôle de la Banque centrale de Tunisie qui nomme Habib Ben Sâad comme administrateur provisoire, ; le conseil d'administration le nomme PDG le 25 janvier. Hichem Rebai est nommé pour lui succéder au 1er janvier 2023,.

## Réseau
En juin 2012, elle compte 103 agences et 165 distributeurs automatiques de billets répartis sur le territoire tunisien.